# Caupolicana elegans
Caupolicana elegans es una especie de abeja de la familia Colletidae. Se encuentra en México y Estados Unidos (Arizona).